# BVG TF 13/26
Die elektrischen Triebwagen 1–5 der Schmöckwitz–Grünauer Uferbahn (SGU) waren eine Serie von zweiachsigen Straßenbahnwagen, die ab 1913 zum Einsatz kamen. Sie erhielten bei den Berliner Verkehrsbetrieben (BVG) die Typenkennzeichnung TF 13/26.

## Entwicklung
Wenige Monate nach ihrer Eröffnung wurde die Uferbahn vom Bahnhof Grünau (Mark) nach Schmöckwitz auf Grund des großen Fahrgastandranges elektrifiziert. Die drei zuvor eingesetzten Benzoltriebwagen fanden ihre neue Heimat bei der Städtischen Bahn Cuxhaven. Da sich die Auslieferung von neuen Triebwagen verzögerte, mietete die SGU zunächst vier Berolina-Wagen der Großen Berliner Straßenbahn an.
1913 lieferte die Gottfried Lindner AG in Ammendorf schließlich die neuen Triebwagen. Diese waren zweiachsig mit Fahrgestellen konstruiert und verfügten über geschlossene Einstiegsplattformen mit Endeinstiegen. Die Stromentnahme erfolgte über Lyrabügel.
1925 gingen die Triebwagen im Zuge der Übernahme der SGU an die Berliner Straßenbahn-Betriebs-Gesellschaft, welche sie unter den Nummern 4351–4355 einsortierte. 1926 wurde mit dem Umbau der Wagen begonnen. Die vier Seitenfenster zwischen den Einstiegen wurden durch acht kleinere ersetzt, die Plattformen den Berliner Einheitsplattformen angepasst und die Lyrabügel durch Stangenstromabnehmer ausgetauscht. Die Liniennummern- und Zielschildkästen auf den Dächern waren denen der Bauart T 24 nachempfunden. Da Wagen 4351 vermutlich nach einem Unfallschaden 1926 ausgemustert wurde, wurde er nicht in das Umbauprogramm mit einbezogen. 1934 erhielten die verbliebenen Fahrzeuge die Bezeichnung TF 13/26.
Wagen 4353 und Wagen 4355 wurden nach Kriegsschäden nicht wieder aufgebaut. Die Wagen 4352 und 4354 verblieben nach der Betriebstrennung der BVG in Ost-Berlin, wo sie bis 1955 weiter verkehrten. Anschließend wurden sie nach Dessau abgegeben, wo sie unter den Nummern 23 und 24 liefen. Dort wurden sie 1960 ausgemustert und schließlich verschrottet. Von den ehemals fünf Triebwagen ist somit kein Fahrzeug mehr erhalten geblieben.